# Preguinho
João Coelho Neto, mer känd som Preguinho, född den 8 februari 1905 och död den 1 oktober 1979, var en brasiliansk fotbollsspelare. Han var son till författaren Coelho Neto.
Preguinho spelade hela sin karriär för det brasilianska storlaget Fluminense FC i hemstaden Rio de Janeiro. Han spelade hela 174 matcher för klubben under sin karriär och han har efter sin karriär hyllats som en av de stora spelarna i klubbens historia.
Preguinho deltog i det första världsmästerskapet 1930 för Brasiliens landslag. Han blev i den första matchen mot Jugoslavien den förste brasilianske målskytten någonsin i VM. Han gjorde sedan två mål till i matchen mot Bolivia, men det hjälpte inte och Brasilien gick inte vidare från gruppen.